# Arctodus simus
Arctodus simus (короткомордий ведмідь велетенський) — вид з викопного роду Arctodus (Короткомордий ведмідь) з підродини Tremarctinae родини Ведмедеві. Мешкав наприкінці плейстоцену (44—12,5 тис. років тому). Розрізняють 2 підвиди. Є найбільшим серед відомих на тепер ведмежих.

## Опис

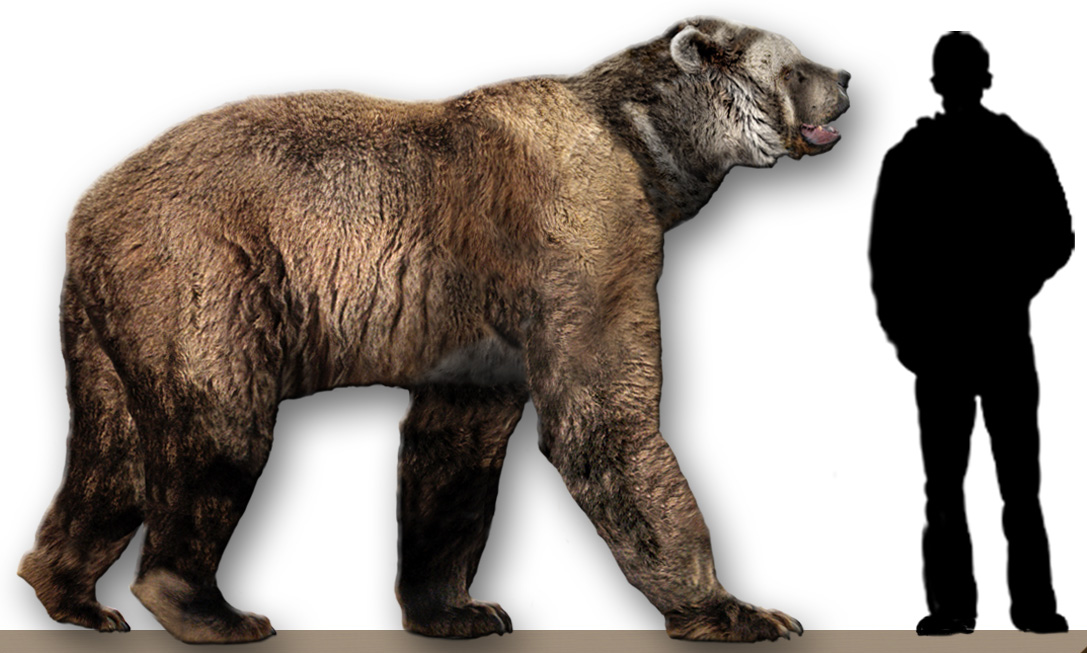
Порівняння Arctodus simus і людини

Висота в холці становила від 1,5 до 2 м, іноді — 3 м, стоячи на лапах досягав — 3,5-4,5 м. Спостерігався статевий диморфізм: самці приблизно на 20 % перевершували самиць за зростом і вагою. Самці важили в середньому 600 кг, найбільші з них досягали ваги 957 кг, самиці — до 400 кг. Найбільші екземпляри були знайдені на Алясці та в Юконі.
Мав надзвичайно коротку й широку морду, що радше нагадувала представників роду Пантера. За пропорціями черепа мав більше спільного з великими котячими, ніж з бурими або чорними ведмедями. Наділений був дуже сильною щелепною мускулатурою. М'язи, які проходили через виличну кістку, були надзвичайно добре розвинені. Нижню щелепу Arctodus simus можна відрізнити від нижньої щелепи роду Ведмідь завдяки наявності косого гребеня, який розділяв зони поєднання м'язів. Його ікла були дуже масивними й спрямовані в різні боки, наче в тигра. Бічні зуби вправно розрізали м'ясо, сухожилля, шкуру та кістки. Мав надчуттєвий нюх. Відрізняється від іншого виду свого роду Arctodus pristinus більшими зубами, ширшими гомілками.
Лінія спини, що знижувалася до хвоста, та потужні плечі нагадували статуру гієни. У нього були досить довгі кінцівки. Arctodus simus мав отвір у нижній внутрішній частині плечової кістки, через який проходив пучок м'язів. Довжина передніх лап практично дорівнювала заднім. Тримав свої пальці вперед і, мабуть, був здатний з великою легкістю переміщувати їх.

## Спосіб життя
Був швидшим і витривалішим за сучасних ведмедів, припускається, що міг бігти зі швидкістю 70 км/годину. Полював наодинці на різних великих тварин (мамутів, мегатерія, коней, бізонів, верблюдів і оленів). Також живився падлом, яке міг відчути на відстані 10 км. Могутніми щелепами він розривав м'ясо і перемелював кістки, полюбляючи кістковий мозок. Споживав близько 16 кг їжі щодня. Водночас у раціоні також було 40 % рослинної їжі.
З цим ведмедем стикалися люди з культури Кловіс, які полювали на нього.
Вимер внаслідок завершення льодовикового періоду, коли зникла велика здобич. Його геном досить добре зберігся і при подальшому розвитку комп'ютерних технологій і генної інженерії може бути відновлений повністю.

## Розповсюдження
Був поширений від сучасних Аляски до південної Мексики.

## Підвиди
- Arctodus simus yukonensis (Аляска, Юкон, Небраска, Каліфорнія, Юта)
- Arctodus simus simus (Техас, Мексика)